# كورجون أوروبي
كورجون أوروبي (الاسم العلمي:Coregonus lavaretus) (بالإنجليزية: European whitefish)‏ هو نوع من الأسماك يتبع جنس الكورجون من فصيلة سمك السلمون.